# Like a Prayer
Like A Prayer este al patrulea album de studio al Madonnei lansat în 21 martie 1989. S-a vândut până acum in 17 milioane de copii, atingând locul 1 în 18 țări.

## Istorie
Cântăreața s-a decis să promoveze albumul brunetă, fiind culoarea naturală de păr a acesteia, pentru a arăta că albumul este mult mai personal ca precedentele, cu toate că la scurt timp a fost nevoită să se vopseasă din nou blondă, pentru filmul Dick Tracy.
„Madonna a devenit un artist pe cont propriu. A demonstrat că-și poate reflecta propria viață într-o formă de artă și că muzica ei nu este ceva ținut la distanță. - Patrick Leonard ”
Inițial, Madonna și Prince doreau să scrie un muzical, însă au renunțat la idee, acesta refuzând să mai compună cântece, considerând că a făcut asta cu mulți oameni. Totuși, după ce a văzut-o în Speed the Plow, a creat o casetă cu părți din creațiile lor din întâlnirile precedente, rezultând în „Love Song”. Cântăreața a fost atât de încântată de idee încât s-a decis să includă piesa pe noul ei album. Cei doi au lucrat separat, pe rând, la aceasta, pentru a obține rezultatul final. Madonna a cântat la clape, obținând un sunet „interesant și ciudat”, deoarece nu avea cunoștințe mari în acest domeniu.
Primele ediții ale albumului au fost tipărite folosind esență de patchouli, aroma preferată a Madonnei. În interiorul coperții, au fost incluse broșuri despe SIDA, o boală puțin cunoascută în acea perioadă.

## Structura muzicală și versurile
Piesa ce dă titlul albumului începe cu un solo de chitară realizat de Prince, cu toate că nu este creditat pentru aceasta.
Versurile scrise de Madonna pentru „Till Death Do Us Part” oferă detalii sincere despre căsătoria furtunoasă cu actorul Sean Penn. Piesa se termină ironic, cu angajamentul luat la oficializarea căsătoriei, cântăreața rostind „Till death do us part” (ro. „Până când moartea ne va despărți”).

## Premii și recunoașteri
| Anul | Ceremonia                        | Premiul                                         | Rezultatul |
| ---- | -------------------------------- | ----------------------------------------------- | ---------- |
| 1989 | The 1986 Pazz & Jop Critics Poll | Albums                                          | Locul 18   |
| 2005 | DigitalDreamDoor.com             | Greatest 'Female Artists' Albums                | Locul 14   |
| 2008 | DigitalDreamDoor.com             | 100 Greatest Rock Albums                        | Locul 111  |
| 2008 | DigitalDreamDoor.com             | 100 Greatest Rock Albums Of The '80s            | Locul 29   |
| 2008 | DigitalDreamDoor.com             | 100 Greatest Rock Songwriters - „Like a Prayer” | Locul 117  |
| 2009 | DigitalDreamDoor.com             | Top 5 Albums by Popular Rock Artists - Madonna  | Locul 1    |

## Track listing
| #   | Title                                                                                                | Time |
| --- | --- | ---- |
| 1.  | “Like a Prayer” Writer(s): Madonna, Patrick Leonard Producer(s): Madonna and Patrick Leonard         | 5:40 |
| 2.  | “Express Yourself” Writer(s): Madonna, Stephen Bray Producer(s): Madonna and Stephen Bray            | 4:39 |
| 3.  | “Love Song” Writer(s): Madonna, Prince Producer(s): Madonna and Prince                               | 4:52 |
| 4.  | “Till Death Do Us Part” Writer(s): Madonna, Patrick Leonard Producer(s): Madonna and Patrick Leonard | 5:18 |
| 5.  | “Promise to Try” Writer(s): Madonna, Patrick Leonard Producer(s): Madonna and Patrick Leonard        | 3:38 |
| 6.  | “Cherish Writer(s): Madonna, Patrick Leonard Producer(s): Madonna and Patrick Leonard                | 5:03 |
| 7.  | “Dear Jessie” Writer(s): Madonna, Patrick Leonard Producer(s): Madonna and Patrick Leonard           | 4:21 |
| 8.  | “Oh Father” Writer(s): Madonna, Patrick Leonard Producer(s): Madonna and Patrick Leonard             | 4:57 |
| 9.  | “Keep It Together Writer(s): Madonna, Stephen Bray Producer(s): Madonna and Stephen Bray             | 5:03 |
| 10. | “Spanish Eyes” Writer(s): Madonna, Patrick Leonard Producer(s): Madonna and Patrick Leonard          | 5:17 |
| 11. | “Act Of Contrition Writer(s): Madonna Producer(s): "The Powers That Be"                              | 2:19 |

## Singles
| #  | Title              | Date                                         |
| -- | ------------------ | -------------------------------------------- |
| 1. | "Like a Prayer"    | Martie 1989                                  |
| 2. | "Express Yourself" | Mai 1989                                     |
| 3. | "Cherish"          | August 1989                                  |
| 4. | "Oh Father"        | Noiembrie 1989                               |
| 5. | "Dear Jessie"      | Decembrie 1989 (Europe/Australia)            |
| 6. | "Keep It Together" | Ianuarie 1990 (Nth. America/Japan/Australia) |